# Mansafis
Mansafis – miejscowość w Egipcie, w muhafazie Al-Minja, w dystrykcie Abu Kurkas. W 2006 roku liczyła 17 940 mieszkańców.